# 眞鍋理一郎
- 眞鍋理一郎
- 真鍋理一郎

眞鍋 理一郎（まなべ りいちろう、1924年〈大正13年〉11月9日 - 2015年〈平成27年〉1月29日）は、日本の作曲家。東京都神田出身。

## 来歴
父はニコライ学校で学び、神田ニコライ堂で奉職した真鍋理従。幼少期より教会音楽に親しみ、中学校の音楽教師や教会の聖歌隊長などを志す。東京工業大学卒業後、東京藝術大学声楽科（畑中良輔に師事）にて学び、1951年に作曲科へ転科。作曲を池内友次郎に師事した後、池野成の仲介により伊福部昭に師事。イタリアにて映画音楽作曲家のアンジェロ・フランチェスコ・ラヴァニーノと親交を持った。
藝大卒業後、親戚の伝手により映画音楽家の吉澤博に師事し、その後吉澤の紹介により仁木他喜雄の助手を務める。1956年、映画『愛情』で映画音楽を初めて手掛ける。
1956年から1979年にかけてSF映画、ホラー映画、怪獣映画、社会派映画、ドキュメンタリーなどの映画音楽を約200本手掛けた。特に初期の大島渚とはコンビが続いた。
映画『荒城の月』では、主人公の滝廉太郎にオマージュを寄せた叙情的な曲付けを要求されて断固拒否し、助監督の柴英三郎と大喧嘩になったエピソードを、監督の猪俣勝人が後年の著書（『日本映画全史』）に記している。
代表作には『スーパージャイアンツ』、『青春残酷物語』、『日本の夜と霧』、『血を吸うシリーズ』、『ゴジラ対ヘドラ』、『ゴジラ対メガロ』、『花と蛇』などがある。
多くの映画音楽から選曲された『眞鍋理一郎の世界』はLPとして発売され、後にCDも発売された。息子の眞鍋平太郎はプロのオーボエ奏者として父の劇伴にも演奏家として参加しており、作曲家としても活動している。また、2009年に開催された父の85歳記念コンサートでは、オーボエ演奏で父の85歳を祝う即興を行った。
2002年には川崎市市民ミュージアムで、1か月に及ぶ特集上映「眞鍋理一郎の映画音楽」が開催された。それまで、映画音楽作曲家を個人特集する企画はほとんど行われていなかった。
現在残しているクラシック作品は、NHK-FMで放送初演された『フリュート協奏曲』、世界仏教音楽祭で2位を得た『甘露門交響曲』、『火と雨の眞言』など。
2009年11月9日には新作を加えて85歳記念演奏会が行われた。2012年9月には、弦楽オーケストラのために《追憶》を委嘱されて作曲し、オーケストラ・トリプティークによる弦楽による奏楽堂の響きにて、指揮の西田幸士郎が初演した。
2013年5月2日、伊福部昭生誕99年音楽祭にて《追憶～ヴィブラフォン独奏のために～伊福部昭生誕99年に寄せて》を作曲献呈、初演（ヴィブラフォン會田瑞樹）。同年より、伊福部昭生誕百年紀実行委員会の副委員長を務める。2014年、約30年を過ごした小田原市から真鶴、後に湯河原へ転居した。
2015年（平成27年）1月29日に老衰の為死去。90歳没。同年4月18日には、「お別れの会」が営まれた。

## 作風
作風は幅広く、映画音楽などでは作品の内容やスタッフの希望によりどんなスタイルでも対応できることが特徴である。
シンセサイザー、エレキギター、ドラムスなどを取り入れたサイケデリック・ロックやジャズの表現を自在に操り、小編成から大編成までのオーケストラと組み合わせ、現代的な不協和音も装飾的に扱うもの（一連の怪獣映画やホラー映画などに多い）。
オーソドックスなオーケストラによる重厚な表現から透明なストリングスの繊細な表現まで、池内友次郎と伊福部昭に習い、その後イタリアでラヴァニーノに習い修行したオーケストラ・サウンドの魅力（『太陽の子』『激動の昭和史 軍閥』『日本の夜と霧』など）。
笛、鼓、尺八などの日本楽器を使ったり、民族打楽器やシタールの音色的使用などによる実験的取り組み（『日本の稲作』『映像による現代俳句の世界』など）。
声楽出身だったこともあり、自身で歌った「ああ馬鹿」など、映画の主題歌でも名作を残している。全編に合唱を斬新に取り入れた『飼育』の表現も注目される。
ギター愛好者としても知られ、『現代ギター』にかかわり、多くの編曲や、アレクサンデル・タンスマンへのインタビューを行ったり、渡辺範彦との交友も深かった。劇伴へのギター適用例としては、テレビ版『飢餓海峡』におけるテーマを始め、様々な種類のアコースティックなギターの使用（ソロ、重奏、4重奏あたりまで）が鮮烈である。
伊福部に憧れゴジラ映画の担当を希望していたが、実際に手掛けた『ゴジラ対ヘドラ』『ゴジラ対メガロ』では伊福部と似ないよう意識していたと述べている。後年、映画音楽評論家の小林淳は、眞鍋の楽曲について旋律線をあおる軽めの怪獣テーマ曲を多用し、1970年代初期の雰囲気にマッチしていたと評している。

## 主な作品

### 管弦楽・吹奏楽
- 甘露門交響曲（1983年）世界仏教音楽祭第2位
- 火と雨の眞言（1986年）世界仏教音楽祭入選
- 管絃楽のための前奏曲（1984年・未初演）
- フリュート協奏曲（1984年）NHK委嘱
- Omaggio al maestro Ifukube（1988年）九人の門弟による伊福部昭のモチーフによる讃
- 魂植ゆの舞（2002年）伊福部昭先生の米寿を祝って作曲献呈
- 三つのマーチ（2006年）スリーシェルズ、リベラウインドシンフォニー委嘱
- 追憶（2012年）弦楽オーケストラ・トリプティーク、スリーシェルズ委嘱

### 室内楽・器楽
- Folk tunes of Japan（リコーダーとギターのための）
- 追憶 ヴィブラフォンのために（2013年）伊福部昭先生の生誕99年に捧げる（弦楽オーケストラのための追憶を編曲したもの）

### 声楽
- 施餓鬼呪（1985年）東京男声合唱団委嘱 ※甘露門交響曲の後半を男声合唱に改訂したもの。
- 請雨呪（1985年）東京男声合唱団委嘱
- 子守唄（地球は悪いところじゃない）（谷川俊太郎）
- 地球にあいにこよう（第35回NHK全国学校音楽コンクール小学校の部課題曲）
- 女声合唱曲集「よべばこだま」
- 分水町立中島小学校（作詞：谷川俊太郎／1985年に閉校）

### 映画音楽
- 愛情（1956年、堀池清監督）[3]
- 隣の嫁（1956年、堀池清監督）[6]
- 洲崎パラダイス赤信号（1956年、川島雄三監督）[3]
- 飢える魂、続・飢える魂（1956年、川島雄三監督）
- 夏の嵐（1956年、中平康監督）
- スーパージャイアンツ
  - スーパー・ジャイアンツ 人工衛星と人類の破滅（1957年、石井輝男監督）[6]
  - 続スーパージャイアンツ 宇宙艇と人工衛星の激突（1958年、石井輝男監督）[6]
- 暖簾（1958年、川島雄三監督）[3]
- 雨ニモマケズ（1958年、蛭川伊勢夫監督）
- 完全な遊戯（1958年、舛田利雄監督）
- 荒城の月（1958年、猪俣勝人監督）
- 未練の波止場 (1958年)
- 貸間あり（1959年、川島雄三監督）[3]
- 網走番外地 (1959年)
- 愛と希望の街（1959年、大島渚監督）[3]
- 人も歩けば（1960年、川島雄三監督）[3]
- 赤坂の姉妹より 夜の肌（1960年、川島雄三監督）[6]
- 青春残酷物語（1960年、大島渚監督）[3]
- 太陽の墓場（1960年、大島渚監督）[3]
- 日本の夜と霧（1960年、大島渚監督）[3]
- 喧嘩太郎（1960年、舛田利雄監督）
- 特急にっぽん（1961年、川島雄三監督）
- この若さある限り（1961年、蔵原惟繕監督）
- 飼育（1961年、大島渚監督）[6]
- 天草四郎時貞（1962年、大島渚監督）[6]
- 望郷と掟（1966年、野村芳太郎監督）[6]
- 稲妻（1966年、大庭秀雄監督）[6]
- 波止場の鷹 (1967年、日活)
- かぶりつき人生（1968年、神代辰巳監督）
- あゝひめゆりの塔（1968年、舛田利雄監督）
- 狙撃（1968年、堀川弘通監督）[6]
- 復讐の歌が聞える (1968年)
- 血を吸うシリーズ
  - 幽霊屋敷の恐怖 血を吸う人形（1970年、山本迪夫監督）[3]
  - 呪いの館 血を吸う眼（1971年、山本迪夫監督）[2][10]
  - 血を吸う薔薇（1974年、山本迪夫監督）[2][11]
- 悪魔が呼んでいる（1970年、山本迪夫監督）[12]
- 激動の昭和史 軍閥（1970年、堀川弘通監督）[6]
- 残酷おんな情死（1970年、西村昭五郎監督）
- ゴジラシリーズ
  - ゴジラ対ヘドラ（1971年、坂野義光監督）[13][4][8]
  - ゴジラ対メガロ（1973年、福田純監督）[13][4][8]
- 昭和ひとけた社長対ふたけた社員（1971年、石田勝心監督）
- 昭和ひとけた社長対ふたけた社員 月月火水木金金（1971年、石田勝心監督）
- 恋の狩人 ラブ・ハンター（1972年、山口清一郎監督）
- 剣と花 (1972年、松竹)
- 白鳥の歌なんか聞えない（1972年、渡辺邦彦監督）
- 狼の紋章（1973年、松本正志監督）[14]
- 昼下りの情事 噂の看護婦（1974年、藤井克彦監督）[8]
- 花と蛇（1974年、小沼勝監督）[14]
- 沖田総司（1974年、出目昌伸監督）[11]
- 阿寒に果つ（1975年、渡辺邦彦監督）[11]
- 青春の門（1975年、浦山桐郎監督）[2]
- 青春の門 自立篇（1977年、浦山桐郎監督）[2]
- 龍の子太郎（1979年、浦山桐郎監督）[2]
- 地獄（1979年、神代辰巳監督）
- 太陽の子 てだのふあ（1980年、浦山桐郎監督）

### 放送音楽
- 七つの顔の男（1967年 - 1968年）
- 遠い接近（1975年）
- 中央流沙（1975年）
- 松本清張シリーズ・愛の断層（1975年）
- 松本清張シリーズ・事故（1975年）
- 飢餓海峡（1978年）
- 横溝正史シリーズ（1977年）[2](中村八大と分担)
- 横溝正史シリーズPART II（1978年）
- 松本清張の地の骨（1984年）

## 学歴
- 1937年 青山師範学校附属小学校卒業後、東京高等学校尋常科入学。
- 1940年、第3学年を落第。1942年尋常科修了。
- 同校においては小松平五郎、小松清、岸辺成雄の諸氏より音楽を学ぶ。
- 1937年より、1944年まで上田友亀、中島田鶴子、小野アンナの諸氏についてヴァイオリンを学ぶ。東京高等学校の先輩には、朝比奈隆、入野義朗がおり、直接・間接の影響を受けた。当時、ヴァイオリン、あるいはヴィオラ奏者として東京大学管弦楽団、青年交響楽団などに参加してオーケストラの経験を得た。
- 1944年9月 東京高等学校理科甲類卒業
- 徴兵を避けて東北帝国大学理学部地球物理学科に進むが、中退して東京工業大学へ進学。
- 1948年3月 東京工業大学応用物理学科卒業
- 1955年3月 東京藝術大学音楽学部作曲科卒業
- 1956年3月 東京藝術大学音楽学部作曲研究科修了
- 作曲を池内友次郎[6]、伊福部昭に師事。
- 指揮法を渡邉暁雄に師事。
- 映画音楽を仁木多喜雄[6]、F.ラヴァニーノに師事。
- ファゴットを中田一次に師事。
- 1953年から1956年まで斎藤秀雄指揮教室にて指揮法を学ぶ。
- 1953年から1954年まで、柴田南雄、入野義朗の指導のもと、Rene Leibowitz／Schoenberg and his school（英語訳）の輪読、楽曲分析ゼミナールが行われ、伊藤隆太、高橋悠治、和田則彦、助川敏弥らと共に参加する。
- 1954年から1957年まで、ファゴットあるいはコントラファゴット奏者として、東京フィルハーモニー交響楽団、東京交響楽団、NHK交響楽団、近衛交響楽団、藝大管弦楽団などの公演に参加する。当時来日したジャン・マルティノン、カラヤン、マンフレット・グルリット、近衛秀麿などの音楽に接する。特に記憶に残るのはマルティノン指揮のストラヴィンスキー三部作、カラヤンによるベートーヴェン第九交響曲、渡邉暁雄によるラヴェル「子供と呪文」、ベルク「ヴォツェック組曲」などである。またグルリットによるオペラ公演ムソルグスキー「ボリス・ゴドノフ」ビゼー「カルメン」などでオペラにおけるオーケストラのありかたを経験した。
- 1964年7月より9月 イタリア、トスカーナ県シエナ、キジアーナ音楽院において、奨学金を受け、映画音楽の講座を受講。F.ラヴァニーノに師事。

## 職歴
- 1952年4月から1954年3月 東京都立化学工業高校定時制に勤務（英語、数学を担当）
- 1954年9月から1959年3月 桐朋学園「子どもの為の音楽教室」および音楽科（高校）および短期大学で講師として勤務（聴音、ソルフェージ、楽典担当）
- 1956年4月から1959年3月 お茶の水女子大学教育学部と幼稚園保母養成課程（短大）に勤務（音楽通論、キーボード和声法を担当）。
- 1956年頃より映画音楽、テレビ、ドラマ音楽などの作曲に従事する。
- 1970年から10数年、ロシア・モスクワ正教会ポドゥヴォーリエ教会聖歌隊の指揮者（レーゲント）を務める。
- 1971年4月 日本大学芸術学部映画学科非常勤講師となる。後に音楽学科も兼任（講座名：映画音楽、作曲法、各2コマ）
- 1992年4月 早稲田塾 小論文・現代国語講師となる。

## 賞歴
- 1953年 第18回日本音楽コンクール作曲部門入賞
- 1961年 第11回ブルーリボン賞音楽賞 大島渚作品「太陽の墓場」の音楽に対して
- 1983年 世界仏教音楽コンクールに第2位入賞 1986年にも第二回の同コンクール入選

## 訳書、著作、レコード
- 1967年 リコーダーとギターによる日本のメロディー 全音楽譜出版社
- 1974年　リコーダー合奏のためのホームコンソート 全音楽譜出版社
- 1976年 モスクワ版によるS.L.ヴァイスリュート曲集 全音楽譜出版社
- 1977年 ギター愛好者のための小楽典 現代ギター社
- 1978年 セゴビア自伝「わが青春の日々」（英語版よりの翻訳）全音楽譜出版社
- 1979年 映画音楽の実際（映画論講座第3巻）合同出版社
- 1988年 イタリアの旅 古い民謡と地方料理をたずねて 全音楽譜出版社
- 1979年 日本の映画音楽 眞鍋理一郎の世界 東宝レコード AX－8097
- 1993年 小説「郷愁消滅顛末記」（筆名：福井美都留）
- 1994年 小説「涙のパヴァーヌ みちのくのリュート」（筆名：福井美都留）
- 2001年4月 映画音楽ミニ事典

## 東京芸術大学の同期生
- 川崎祥悦
- 永富正之
- 丸田昭三
- 三木稔
- 湯山昭
- 富永みさを
- 和田則彦
- 林光
- 原田甫
- 岩城宏之
- 三石精一
- 大賀寛
- 大橋国一
- 瀬山詠子
- 三浦洋一
- 小林道夫
- 多田逸郎
- 鞍掛昭二
- 細矢禊（後に團伊玖磨の映画音楽のアシスタントとして活躍）
- 大月宗明

## 門下
- 中西長谷雄

### 特撮映画関連資料
- 『GODZILLA FINAL WARS』東宝〈東宝SF特撮映画シリーズ SPECIAL EDITION〉、2005年1月25日。ISBN 4-924609-89-7。
- 電撃ホビーマガジン編集部 編『ゴジラ 東宝チャンピオンまつり パーフェクション』KADOKAWA（アスキー・メディアワークス）〈DENGEKI HOBBY BOOKS〉、2014年11月29日。ISBN 978-4-04-866999-3。
- 小林淳『ゴジラ映画音楽ヒストリア 1954 – 2016』アルファベータブックス、2016年8月31日。ISBN 978-4-86598-019-6。
- 小林淳『東宝空想特撮映画 轟く 1954-1984』アルファベータブックス〈叢書・20世紀の芸術と文学〉、2022年5月14日。ISBN 978-4-86598-094-3。